# محمد الأمين عيتاني
محمد الأمين محمود عيتاني، سياسي ورجل أعمال لبناني وعضو في تيار المستقبل. أنتخب عضوا في المجلس النيابي عن المقعد السني في دائرة بيروت الثانية في 5 أغسطس 2007. أعلن ترشحه في 20 يوليو لملأ المقعد الذي بقي شاغرا بعد اغتيال وليد عيدو، وفي حين دعم ترشيحه الجماعة الإسلامية والنائب السابق تمام سلام، قاطع حزب الله وحركة أمل الانتخابات متعللين بعدم شرعيتها لعدم توقيع الرئيس إميل لحود مرسوم دعوة الهيئات الناخبة . فاز عيتاني ب22،988 من الأصوات مقابل 3،556 لمرشح حركة الشعب إبراهيم الحلبي.